# Андре Бухер
Андре Бухер (нім. André Bucher; нар. 19 жовтня 1976) — швейцарський легкоатлет, який спеціалізувався в бігу на середні дистанції.

## Спортивні досягнення
Учасник змагань з бігу на 800 метрів на трьох Олімпіадах (1996, 2000, 2004). Найкращий результат — 5-е місце на Іграх-2000.
Чемпіон світу з бігу на 800 метрів (2001).
Бронзовий призер чемпіоната світу в приміщенні з бігу на 800 метрів (2001).
Представляв збірну Європи у бігові на 800 метрів на двох Кубках світу — 5-е місце у 1998 та 4-е місце у 2002.
Срібний призер Універсіади у бігу на 800 метрів (1999).
Дворазовий срібний призер чемпіонатів Європи у бігу на 800 метрів (1998, 2002).
Срібний призер чемпіоната Європи в приміщенні у бігу на 800 метрів (2002).
Срібний призер чемпіоната світу (1994) та Європи (1995) серед юніорів з бігу на 800 метрів.
Срібний призер чемпіоната Європи серед молоді з бігу на 800 метрів (1997).
Багаторазовий чемпіон та рекордсмен Швейцарії у дисциплінах бігу на середні дистанції.
Ексволодар вищого європейського досягнення у бігу на 600 метрів — 1.14,72 (1999).

## Визнання
- Легкоатлет року в Європі (2001)